# Pleurodema guayapae
Pleurodema guayapae là một loài ếch thuộc họ Leptodactylidae.
Loài này có ở Argentina và Bolivia.
Môi trường sống tự nhiên của chúng là vùng cây bụi ôn đới, vùng cây bụi khô khu vực nhiệt đới hoặc cận nhiệt đới, đồng cỏ khô nhiệt đới hoặc cận nhiệt đới vùng đất thấp, đồng cỏ nhiệt đới hoặc cận nhiệt đới vùng ngập nước hoặc lụt theo mùa, đầm nước ngọt có nước theo mùa, và vùng đồng cỏ.